# Liste der Hallenkirchen in Lettland

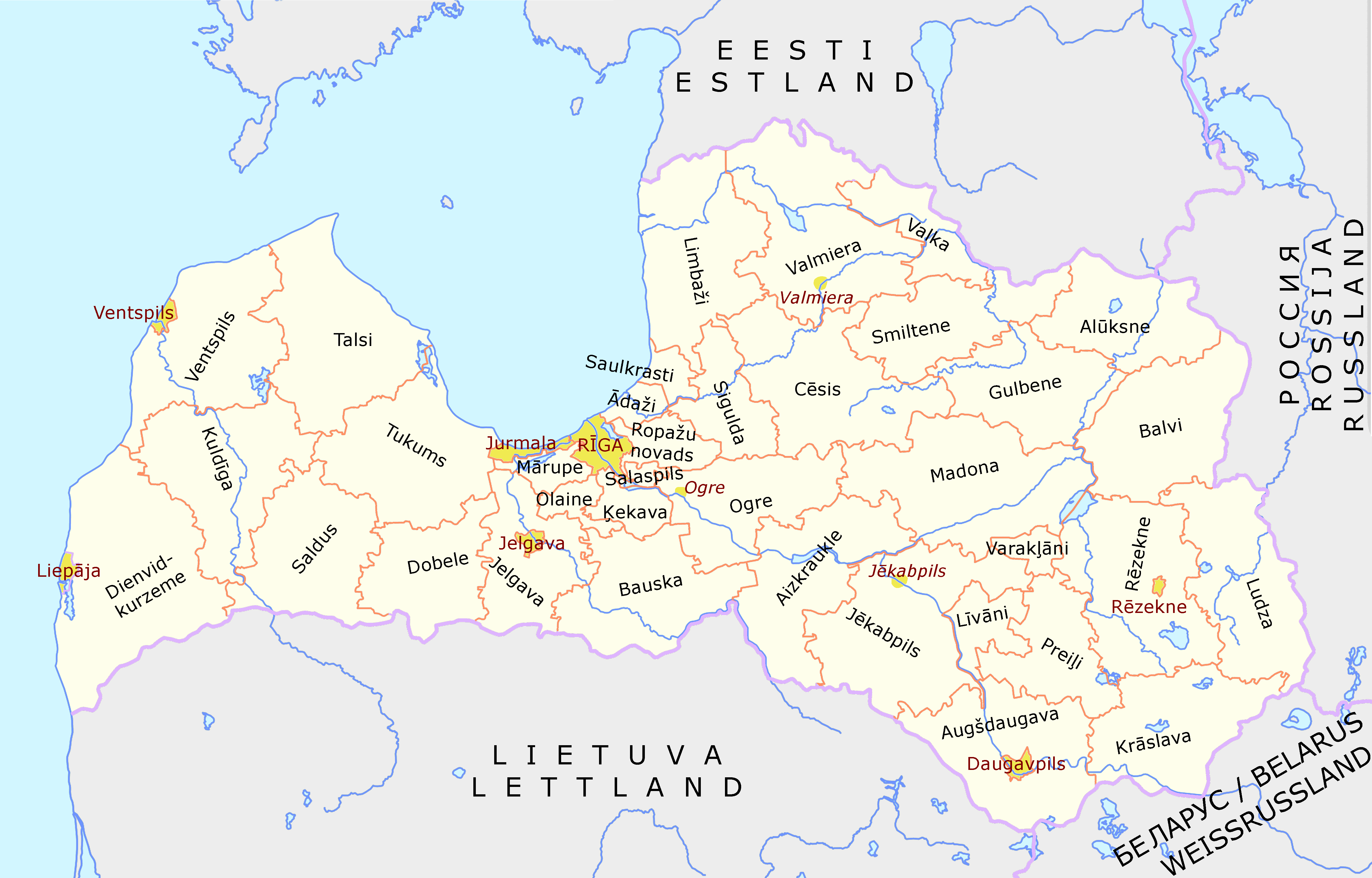
Verwaltungseinteilung Lettlands seit 2021, Republikstädte rot beschriftet, Novadi = Gemeinden schwarz

▶ Liste(n) der Hallenkirchen – Übersicht
– Siehe auch Pseudobasiliken in Lettland (9) –
- Ma = Mantojums – Lettische Denkmaldatenbank

Anzahl: 19, davon 1 teils Hallenkirche, teils Pseudobasilika
Angesichts der großen Zahl von Kirchen in Lettland ohne Innenfotos können es einige Hallenkirchen mehr sein.
| Ort                        | Kirche                                                                                    | Anmerkungen | Fotos | Fotos     |
| -------------------------- | ----------------------------------------------------------------------------------------- | --- | ----- | --------- |
| Aizpute (Hasenpoth)        | lutherische K. Sv. Jāņa (CC)                                                              | Mauerwerk ab 1253, hölzerne Inneneinteilung wesentlich jünger und Äußeres neugotisch überformt                                     |       |           |
| Jūrmala-Dubulti            | lutherische Kirche (CC)                                                                   | 1909, zweischiffig, Seitenschiff unter Pultdach, Grenzfall zur Pseudobasilika                                                      |       |           |
| Jēkabpils (Jakobstadt)     | Sv. Jaunavas Marijas (Mariä Geburt) (CC)                                                  | 1866 |       |           |
| Jelgava                    | lutherische K. Sv. Anna (CC)                                                              | |       |           |
| Juzepova Augšdaugava       | Svētā Pētera un Pāvila (CC)                                                               | 1934, Vorgänger seit 1685 |       |           |
| Kuldīga                    | Trīsvienības (Dreifaltigkeit) (CC)                                                        | 1640, Renaissance |       |           |
| Liepāja (Libau)            | Svētās Annas baznīca (CC)                                                                 | neugotisch, mittelalterliche Vorgänger                                                                                             |       |           |
| Liepāja (Libau)            | Svētās Trīsvienības katedrāle (Dreifaltigkeitskathedrale) (CC)                            | 1747–1753 |       |           |
| Nīdermuiža Ggm. Preiļi     | Kunga Jēzus Apskaidrošanas (Verklärung Jesu) (CC)                                         | 1901 |       |           |
| Rēzekne                    | Jēzus sirds (Herz-Jesu-Kathedrale) (CC)                                                   | 1887–1902/1904 anstelle einer durch ein Unwetter abgebrannten Holzkirche                                                           |       | Innenfoto |
| Riga                       | Svētā Ģertrūdes baznīca (Alte) St.-Gertrud-Kirche                                         | 1865–1869, Vorgänger ab 1431 |       |           |
| Riga                       | Svētā Jāņa baznīca (St.-Johannis-K.) (CC)                                                 | Hallenschiff, pseudobasilikaler Chor, 1500–1520, Erstbau aus dem 13. Jh. Ende 15. Jh. zerstört                                     |       |           |
| Riga                       | Krusta baznīca (Kreuzkirche) (CC)                                                         | 1908–1910 |       |           |
| Rucava Ggm. Dienvidkurzeme | lutherische Kirche (CC) https://is.mantojums.lv/monument/8700?tab=tab_description Ma 8700 | 1872–1874, flachdeckige Stufenhalle                                                                                                |       |           |
| Salgale Ggm. Jelgava       | lutherische Kirche (CC)                                                                   | 17. Jh., heute Ruine, an beiden Enden Übergebliebene von Säulenreihen, waagerechte Putzkante                                       |       |           |
| Stirniene Varakļāni        | Sv. Laurencija (St. Laurentius) (CC)                                                      | 1902–1907 |       |           |
| Ventspils                  | Svētā Nikolaja luterāņu baznīca (CC)                                                      | klassizistische Emporenhalle |       |           |
| Viļāni                     | Svētā Erceņģeļa Miķeļa (Erzengel Michael) (CC)                                            | 1772–1777 |       |           |
| Zlēkas Ggm. Ventspils      | lutherische Kirche (CC)                                                                   | Joche des Mittelschiffs reichen viel höher als die der Seitenschiffe, aber alle Gewölbe beginnen auf einer Höhe. 1645, nachgotisch |       |           |